# Ľudmila Maťavková
Ľudmila Maťavková, née le 11 avril 1998 à Chynorany, est une footballeuse internationale slovaque évoluant au poste de milieu de terrain pour le SKN St. Pölten.
Auparavant, Ľudmila Maťavková a joué en première division tchèque en faveur du 1. FC Slovácko, pour le Slovan Bratislava en première ligue féminine slovaque et pour le Charleroi SC en championnat de Belgique féminin de football. Elle joue également pour l'équipe nationale féminine de Slovaquie.

## Biographie

### En club
Après avoir été détectée à l'âge de 14 ans par le club allemand de l'Eintracht Francfort (anciennement 1. FFC Francfort), la joueuse choisit finalement la République Tchèque et le club du  1. FC Slovácko pour sa première expérience à l'étranger. Pendant 3 saisons, elle joue et continue ses études. 
En 2019, elle revient dans son pays, pendant une saison, dans la meilleure équipe slovaque, le Slovan Bratislava. Elle remporte la première ligue féminine slovaque.
En 2019, Ľudmila Maťavková joue la phase de qualification de la Ligue des champions féminine de l'UEFA 2019-2020 et affronte les serbes du Spartak Subotica, les hongroises de Ferencváros TC et les moldaves d'Agarista-ȘS Anenii Noi.
Le 16 juillet 2020, Ľudmila Maťavková réalise ses débuts avec le Charleroi SC. Elle marque le premier but de l'histoire de l'équipe féminine du club à l'occasion d'un match amical contre le RUS Auvelais.
Le 12 juillet 2021, elle est transférée au Club YLA (section féminine du Club Bruges KV).

### En équipe nationale
La joueuse est sélectionnée en équipe de Slovaquie lors des éliminatoires du mondial 2019.

## Palmarès
- vainqueur Super League belge 2024
- Vainqueur du Championnat de Slovaquie 2019
- Troisième place du Championnat de République tchèque féminin : 2017, 2018
- Finaliste de la Coupe de République tchèque féminine 2018
- Talent de l'année 2013 du Championnat de Slovaquie[5]